# Мария Кристина, герцогиня Тешенская
Мария Кристина Йоханна Йозефа Антония, герцогиня Тешенская (нем. Maria Christina Johanna Josepha Antonia von Habsburg-Lothringen; 13 мая 1742, Вена — 24 июня 1798, Вена) — эрцгерцогиня австрийская, дочь императрицы Марии-Терезии.

## Биография
Мария Кристина, которую в семье называли Мими, была любимой дочерью Марии-Терезии, вызывая зависть у своих сестёр и братьев, в том числе и будущего императора Иосифа. Жена Иосифа, Изабелла Пармская, была ближайшей подругой (и, возможно, любовницей) Марии Кристины и назвала в честь неё свою дочь, что также вызывало неприязнь Иосифа. Мария-Терезия планировала выдать дочь замуж за принца Савойского.
Воспользовавшись тяжёлым состоянием Марии-Терезии после кончины мужа в 1765 году, Мария Кристина убедила её позволить ей выйти замуж по любви — за герцога Альберта Саксен-Тешенского, бедного и не имевшего никаких перспектив на трон. Мария Кристина была единственной дочерью Марии-Терезии, которой позволили выйти замуж за того, за кого она хотела, и это только усилило неприязнь к ней других сестёр, прежде всего Марии Амалии, которая также хотела связать свою жизнь с бедным родственником, но ей этого не позволили, насильно выдав замуж за Фердинанда Пармского; после этого Мария Амалия практически перестала общаться с матерью. Кроме того, Мария-Терезия пожаловала зятю Тешинское герцогство.
Насмешливость Мими и её привычка всё пересказывать матери заставили отдалиться от неё и других сестёр, в том числе Марию-Антуанетту, которая во время визита Марии Кристины во Францию практически игнорировала сестру и не пустила её в Малый Трианон. Мария Кристина умерла от отравления грязной водой. После смерти Марии Кристины её любимый муж велел поставить ей надгробие в одном из австрийских монастырей. На надгробии изображалась душа Марии Кристины, уходящая в загробный мир. Кроме того герцог способствовал строительству австрийского водопроводного канала, который и до сих пор выдает кристально чистую воду.

## Семья
Единственный ребёнок Марии Кристины — Кристина — умерла на следующий день после рождения, 17 мая 1767 года. Больше она детей иметь не могла и усыновила своего племянника Карла Людвига, одного из пятнадцати детей её брата, императора Леопольда.
Мария Кристина похоронена в Императорском склепе в Вене вместе с мужем и дочерью.